# 민산 랑 키타 이이비긴
《민산 랑 키타 이이비긴》(타갈로그어: Minsan Lang Kita Iibigin)는 2011년 방영된 필리핀의 드라마이다.